# علی یونسی (زندانی سیاسی)
علی یونسی (زادهٔ ۱۹ مهر ۱۳۷۹) دانشجوی رشته مهندسی کامپیوتر دانشگاه صنعتی شریف است. او برنده مدال نقره المپیاد کشوری نجوم سال ۱۳۹۵، مدال طلای المپیاد کشوری نجوم سال ۱۳۹۶، عضو دوازدهمین تیم المپیاد جهانی نجوم ایران و همچنین برنده مدال طلای المپیاد جهانی نجوم و اخترفیزیک سال ۱۳۹۶ در دوازدهمین المپیاد جهانی نجوم و اخترفیزیک است.
یونسی در شامگاه ۲۲ فروردین ۱۳۹۹ توسط مأموران لباس شخصی اطلاعات سپاه بازداشت شد. در ۱۶ اردیبهشت ۱۳۹۹، غلامحسین اسماعیلی سخنگوی قوه قضائیه بدون اشاره به نام او، اتهام او و یکی دیگر از دانشجویان بازداشتی را ارتباط با سازمان مجاهدین خلق ایران و تلاش برای اقدامات خرابکارانه بیان کرد. یونسی و امیرحسین مرادی در ۵ اردیبهشت ۱۴۰۱ به ۱۶ سال زندان محکوم شدند.

## بازداشت
علی یونسی در شامگاه جمعه ۲۲ فروردین ۱۳۹۹ توسط مأموران امنیتی بازداشت شد. رضا یونسی، برادر علی یونسی، در دوم اردیبهشت در توئیتر شخصی خود نوشت که ۱۲ مأمور لباس شخصی به خانه آن‌ها آمده و ضمن ضرب و شتم و مجروح کردن پیشانی علی، وی را بازداشت و وسایل شخصی اش را نیز ضبط کرده‌اند. رضا یونسی همچنین بیان کرد که مأموران پدر و مادرش را نیز با وجود ضعف سلامتی به همراه خود بردند که بعد از پنج ساعت آزاد شدند.طبق گفته‌های رضا یونسی مأموران در هنگام بازداشت هیچ گونه حکمی به همراه نداشته‌اند.
شورای صنفی دانشجویان ایران در رابطه با بازداشت علی یونسی و امیرحسین مرادی بیان کرد که مأموران لباس شخصی بی هیچ حکمی و با ضرب و شتم این دو دانشجو را بازداشت کرده‌اند.
در تاریخ ۱۴ اردیبهشت رضا یونسی خبر داد که با گذشت ۲۴ روز از بازداشت علی یونسی، برادرش اجازه تماس با خانواده را ندارد. وی همچنین بیان کرد که پدر و مادرش در روزهای سیزدهم و چهاردهم به دادسرای زندان اوین مراجعه کرده‌اند که آن‌ها را به داخل راه نداده‌اند. او در صفحه توئیتر خود نوشت: «علی جان، امیدواریم که خودکشیت نکرده باشند.»
در روز پنجشنبه ۲۲ خرداد رضا یونسی، برادر علی یونسی، خبر داد که او پس از ۲ ماه انفرادی به زندان جمعی منتقل شده و در زندان انفرادی به کرونا مبتلا شده است.
۵ ماه پس از این بازداشت آیدا یونسی، خواهر علی یونسی، در توئیتر خود نوشت که پس از گذشت ۵ ماه این پرونده هنوز در دست وزارت اطلاعات است. در ۳۱ شهریور مصطفی نیلی، وکیل علی یونسی، در توئیتر خود اعلام کرد که قرار بازداشت موقت در ۲۵ شهریور به پایان رسیده است و طبق گفته علی یونسی هیچ قرار بازداشت جدیدی به دست او نرسیده است و دو هفته است که بازجویی نشده است. با این وجود هنوز آزاد نشده است.

### یوسف یونسی
مأموران لباس شخصی، یوسف یونسی، پدر او را در ۷ دی ۱۴۰۱ بدون ارائه حکم قضایی در شاهرود بازداشت کردند. دوشنبه ۱۲ دی وزارت اطلاعات ایران در اطلاعیه‌ای از بازداشت گروهی در چند استان در رابطه با «شبکه تأمین مالی و تجهیزات تیم‌های عملیاتی» مجاهدین خلق خبر داد. در این اطلاعیه خبر بازداشت یوسف یونسی، بدون نام بردن، تأیید شده است. یوسف یونسی به اتهام همکاری با سازمان مجاهدین خلق به پنج سال حبس تعزیری محکوم شد.

## اتهامات
غلامحسین اسماعیلی، سخنگوی قوه قضائیه، در روز سه شنبه ۱۶ اردیبهشت اتهامات دو دانشجوی بازداشتی را ارتباط با ضدانقلاب و مجاهدین خلق عنوان کرد و مدعی شد: «آنها به گروه‌های مخالف جمهوری اسلامی وصل شده بودند و قصد خرابکاری داشتند.»، اسماعیلی بیان کرد که آن‌ها تحت تعلیم مجاهدین خلق بوده‌اند و موفق به خرابکاری در تهران نشده‌اند. وی بیان کرد که این بازداشت توسط سربازان گمنام امام زمان صورت گرفته است؛ و همچنین مدعی شد که در منزل آن‌ها تجهیزات انفجاری کشف شده است. او همچنین بیان کرد که اعضای خانواده یکی از این دو دانشجو عضو سازمان مجاهدین خلق هستند.با این وجود اسماعیلی نامی از این دو دانشجوی بازداشتی نبرد.
سردبیر خبرگزاری میزان نیز در توئیتر امیرحسین مرادی و علی یونسی را به ارتباط با سازمان مجاهدین خلق متهم کرد.
نجاح محمدعلی، فعال سیاسی حامی حکومت جمهوری اسلامی ایران، در توییتی علی یونسی و امیرحسین مرادی را متهم به انفجار مقابل «قرارگاه خاتم‌الانبیای سپاه پاسداران» و «ستاد اجرایی فرمان امام» کرد. او این توییت را پس از واکنش منفی کاربران پاک کرد.
آیدا یونسی در همان روز در پاسخ به اظهارات سخنگوی قوه قضائیه با انشار ویدئویی در صفحه توئیترش اظهارات سخنگوی قوه قضائیه را «مسخره» و «داستان‌سازی» خواند. او همچنین بیان کرد که قوه قضائیه در ایران سابقه «شکنجه روحی و جسمی و اعتراف‌گیری اجباری و فشار به خانواده‌ها» را نیز دارد.او همچنین عنوان کرد که مأموران حین بازرسی خانه چندین بار تأکید کرده‌اند که چیز مشکوکی پیدا نشده است و بازرس پرونده به خانواده او گفته است که «علی مشکل چندانی ندارد.»در روز دوشنبه ۲۲ اردیبهشت آیدا یونسی از مواجه شدن با فحش، تهدیدجنسی و جانی به علت پاسخ به اتهام‌های سخنگوی قوه قضائیه خبر داد. او در صفحه توئیترش نوشت: «وحشیانه زدید و بردید. تحمل دو دقیقه ویدئو پاسخگویی به اتهام‌زنی‌های بی‌اساس سخنگوی قوه قضائیه را نداشتید.»او همچنین دربارهٔ این تهدیدات بیان کرد: «این تهدیدات شامل تهدید به دستگیری، آزار و اذیت جنسی [بوده] و حتی برخی از سربازان آتش به اختیار تهدید به قتل و اعدام کرده بودند.» وی بیان کرد که از بسیج دانشجویی دانشگاه صنعتی شریف با خانه آن‌ها تماس گرفته و خواستار حذف این ویدئو شدند.
رضا یونسی در گفتگو با بی‌بی‌سی فارسی بیان کرد که برادرش تاکنون هیچ فعالیت سیاسی نداشته است و تمام فکرش به دنبال المپیاد و دانشگاه بوده است. او صحبت‌های سخنگوی قوه قضائیه را رد کرد و گفت: «حدس من این است که اینها از گذشته پدر و مادر من سوءاستفاده می‌کنند که با سازمان مجاهدین خلق فعالیت داشتند ولی حالا سال هاست در ایران هستند و فعالیتی ندارند.»او همچنین صحبت‌های خواهرش مبنی بر نبود مورد مشکوک در بازرسی و صحبت‌های بازرس پرونده با خانواده اش را تکرار کرد.
در ۲۲ فروردین ۱۴۰۰ مصطفی نیلی، وکیل علی یونسی، گفت که امیرحسین مرادی و علی یونسی به «افساد فی الارض» متهم شده‌اند.

## اعتراف‌گیری
بعد از گذشت ۳ ماه از بازداشت امیرحسین مرادی و علی یونسی جلسه ای به درخواست دانشگاه صنعتی شریف با حضور نمایندگان تشکل‌های دانشجویی، مقامات دانشگاه و قوه قضائیه در دوشنبه ۲۳ تیر برگزار شد. به گفته بی‌بی‌سی فارسی این جلسه تبدیل به بازجویی و اعتراف‌گیری اجباری شد. علی یونسی در این جلسه بیان کرد که علاقه ای به حضور در این جلسه نداشته و درخواست دارد که به او اجازه بدهند با وکیل به دادگاه رفته تا از خود دفاع کند. وی همچنین گفت: «در حال حاضر نیز نگران خانواده‌ام هستم که مبادا مشکلی برایشان ایجاد شود.» او دربارهٔ اتهاماتش گفت: «اگر برخی افراد فکر می‌کنند که جرائم من هیچ بوده، نه این‌گونه نیست. خطایی بوده، اما نه در حدی که گفته شده. خیلی نمی‌خواهم دربارهٔ این مسئله صحبت کنم.»بر اساس اطلاعات منتشر شده از این جلسه مسولان قضایی و امنیتی در نظر داشته‌اند که علی یونسی و امیرحسین مرادی اتهامات خود را بپذیرند که با مخالفت دانشجویان در جلسه مواجه شده‌اند.
برگزاری این جلسه بازتاب زیادی را به همراه داشت و بسیاری از فعالان دانشجویی بیان کردند که این شیوه جدیدی از اعتراف اجباری است.آیدا یونسی، خواهر علی یونسی، دربارهٔ این جلسه در توئیتر خود نوشت که این جلسه بدون حضور خانواده‌ها و وکیل به جلسه بازجویی عمومی تبدیل شده است.
در روز چهارشنبه ۱۴ شهریور آیدا یونسی در توئیتر خود خبر داد که برادرش را برای اعتراف اجباری تحت فشار قرار داده‌اند. او در توئیتر نوشت: «دقیقه ۱:۴۰صحبتهای آقای ابراهیمی رو ببینید. همین حرف رو روز چهارشنبه به برادرم #علی_یونسی گفتند که با اعتراف تلویزیونی اتهامات رو قبول کن تا اعدامت رو بکنیم حبس ابد. بعد از ۵ماه بازداشت، شکنجه، انفرادی و بازجویی عمومی، ۳هفته است که با تهدید و فشار اصرار بر مصاحبه تلویزیونی دارند.»
یک شنبه ۱۶ شهریور ۱۳۹۹ رسانه ایران اینترنشنال در گزارشی بیان کرد که امیرحسین مرادی و علی یونسی برای اعترافات اجباری تحت فشار قرار گرفته‌اند. این رسانه گزارش داد که یک منبع نزدیک به خانواده امیرحسین مرادی گفته است که بازجویان به این دو دانشجو گفته‌اند که اعتراف پرونده آن‌ها را سبک می‌کند. او همچنین عنوان کرده که این دو دانشجو را به سلول‌های انفرادی چند نفره منتقل کرده‌اند. در این گزارش آمده است که پس از ۱۵۰ روز بازداشت برای این دو دانشجو هیچ دادگاهی تشکیل نشده است و وکیلی ندارند و وزارت اطلاعات از ارسال پرونده آن‌ها به قوه قضائیه امتناع می‌کند. مدتی بعد وکیل علی یونسی در گفتگو با کانال تلگرامی امتداد گفت، یونسی در ملاقات با خانواده گفته به او گفته شده: «تا مصاحبه تلویزیونی نکند، از بند امنیتی اوین خارج نخواهد شد.»

### فیلم اعتراف اجباری
۱۷ آذر ۱۴۰۰ رسانه‌ها و شبکه‌های اجتماعی نزدیک به سپاه پاسداران از جمله خبرگزاری فارس فیلم کوتاهی از اعترافات علی یونسی و امیرحسین مرادی و تصاویری دربارهٔ نحوه ساختن بمب و خمپاره منتشر کردند. پس از آن، سازمان حقوق بشر ایران از پخش فایل ویدیویی اعتراف‌های اجباری منسوب به علی یونسی و امیرحسین مرادی از رسانه‌های جمهوری اسلامی ابراز نگرانی کرده و از احتمال صدور احکام سنگین علیه این دو دانشجوی زندانی خبر داد.
محمود امیری‌مقدم، مدیر سازمان حقوق بشر ایران، در این مورد گفت: «اتهام‌های قوه قضاییه علیه علی یونسی و امیرحسین مرادی فاقد هرگونه اعتبارند. ما نگرانیم که این پرونده‌سازی‌ها زمینه‌ساز سرکوب گسترده و بی‌رحمانه مخالفان نظام، به‌خصوص جنبش دانشجویی باشد و نسبت به وقوع یک فاجعه حقوق بشری در ماه‌های پس از کرونا هشدار می‌دهیم.»

## محکومیت
اولین جلسه دادگاه علی یونسی و امیرحسین مرادی پس ۴۵۰ روز بازداشت در ۵ تیر ۱۴۰۰ برگزار شد و در جلسه نهایی دادگاه در ۵ اردیبهشت ۱۴۰۱، علی یونسی و امیرحسین مرادی، که هر دو ۲۲ ساله هستند، به اتهامات «افساد فی‌الارض»، «اجتماع و تبانی علیه نظام» و «تبلیغ علیه نظام» به ۱۶ سال زندان محکوم شدند.

## واکنش‌ها به بازداشت
- فیروز نادری، از مدیران ارشد پیشین ناسا، در رابطه با بازداشت علی یونسی در توئیتر خود نوشت: «این نظام که سابقه به زنجیر کشیدن دانشمندانش را دارد، از تحصیل‌کرده‌های خارج از کشور می‌خواهد که به ایران برگردند و به کشورشان خدمت کنند، درحالی‌که دانشجویان ارشد ایران را به بهانه‌های ساختگی دستگیر و زندانی می‌کند.»[۱۰]
- دیده‌بان حقوق بشر در بیانه ای بازداشت علی یونسی و امیرحسین مرادی بدون هیچ مدرک معتبر و منطقی و همچنین بازداشت آن‌ها در سلول انفرادی به مدت ۲ ماه را محکوم کرد. این سازمان تأکید کرد مقام‌های جمهوری اسلامی باید فوراً این دو دانشجو را آزاد کنند.[۳۵]
- سازمان حقوق بشر ایران در بیانه ای خواستار واکنش جامعه جهانی به بازداشت این دو دانشجو شد.[۳۶]
- سازمان عفو بین‌الملل در روز سه سنبه ۲۳ اردیبهشت در بیانه ای با احتمال خطر «شکنجه و سایر بدرفتاری‌ها» خواستار آزادی وی شد.[۲۴]
- ۱ خرداد ۱۴۰۰، گابی رولاند نماینده حزب سوسیال دموکرات در چارچوب برنامه «فرزندخواندگی سیاسی» پذیرش و پشتیبانی سیاسی از علی یونسی، دانشجوی نخبهٔ ایران زندانی را به عهده گرفت. وی این مسئولیت را به عهده می‌گیرد که از طریق تماس مستقیم، تلفنی و مکاتبه‌ای با سفارتخانه‌ها و مقام‌های دولتی زادگاه زندانی، به‌طور پی‌گیر خواستار رعایت حقوق و آزادی نهائی او شود.[۳۷]
- در یازدهم اردیبهشت ۱۴۰۰ جمعی از دانشجویان و فارغ‌التحصیلان دانشگاه صنعتی شریف در نامه‌ای به سید علی خامنه‌ای با تأکید بر طبیعی نبودن این پرونده و فشار روحی بر امیرحسین مرادی و علی یونسی خواهان آزادی این دو نفر شدند.[۲۵]
- در اردیبهشت ۱۴۰۰، ۱۷۴ نفر از استادان دانشگاه صنعتی شریف در نامه ای خطاب به مقامات جمهوری اسلامی خواستار آزادی علی یونسی و امیرحسین مرادی به مناسبت عید فطر و بازگشت آن‌ها به آغوش خانواده و جمع دانشگاهی شدند.[۲۵]
- در ۲۸ دی ۱۴۰۰ تعدادی از برندگان جایزه نوبل و محققان دانشگاهی در نامه‌ای به دبیرکل سازمان ملل آنتونیو گوترش خواستار آزادی علی یونسی و امیرحسین مرادی شدند. بری بریش و رندی شکمن از جمله امضاکنندگان این نامه بودند.[۳۸]